# 载脂蛋白L1
载脂蛋白L1（Apolipoprotein L1，常简写为ApoL1）是一系列被称为“载脂蛋白”的蛋白质中的一种。在人体中，它由位于22号染色体长臂的APOL1基因编码。截至到2020年2月9日，已经发现了三种APOL1基因的剪切变异体（splicing variant），分别对应了载脂蛋白L1的三种同源异构体（isoform）。

## 结构
载脂蛋白L1的1型同源异构体由398个氨基酸构成；2型同源异构体由414个氨基酸构成；3型同源异构体由380个氨基酸构成。三个异构体的序列大同小异，二级结构也大体相同。均主要包含以下结构域（从N端到C端，以下以1型同源异构体为例）：
- 1-27号氨基酸残基：信号肽（signal peptide）
- 60-237号残基：孔形成域（pore forming domain, PFD），其中包含一个9个氨基酸长度的BH3结构域（158-166号残基）
- 238-304号残基：膜地址域（membrane addressing domain, MAD）
- 339-398号残基：SRA相互作用域（SRA-interacting domain）